# Dali (Taichung)
Dali (chinesisch 大里區, Pinyin Dàlǐ Qū, W.-G. Ta-li Chü) ist ein Bezirk der regierungsunmittelbaren Stadt Taichung im Westen der Republik China auf Taiwan.
Dali liegt unmittelbar südlich der Kernstadt von Taichung im Südosten des Taichung-Beckens am Fluss Dali. Im Osten des ansonsten flachen Bezirks befinden sich einige Hügel.
In der Zeit der Qing-Dynastie war Dali ein Zentrum chinesischer Einwanderer und gehörte zu den größten Städten der Region. Später profitierte der Ort vor allem von der Nähe zur Metropole Taichung. Von 1993 bis 2010 hatte Dali den Status einer Stadt (市, Shì) im Landkreis Taichung. Am 25. Dezember 2010 wurde der gesamte Landkreis, dessen größte Stadt Dali war, in die Stadt Taichung eingegliedert. Seitdem hat Dali den Status eines Stadtbezirks.